# Economia de Curaçau
O turismo, o refino de petróleo e atividades bancárias offshore são os principais motores da pequena economia de Curaçau, a qual é muito dependente do exterior. Apesar de um pequeno crescimento do PIB durante a última década, a ilha desfruta de um elevado PIB per capita e uma infraestrutura bem desenvolvida, quando comparada a outros países da região. Curaçau tem um excelente porto que pode receber grandes barcos petroleiros. A empresa estatal da Venezuela aluga a única refinaria de petróleo existente na ilha. A maior parte do petróleo é importado de Venezuela e os derivados do refino são exportados aos Estados Unidos.
Quase todos os bens de capital e de consumo são importados, sendo os Estados Unidos, Brasil, Itália e México os principais fornecedores. O governo busca diversificar a indústria e o comércio, e assinou um acordo com a União Europeia tendo em vista expandir os negócios com ela. O solo pobre e a escassez de água impedem o desenvolvimento da agricultura. Problemas orçamentários complicam a reforma do sistema de saúde, aposentadorias e pensões, para uma população que cada vez fica mais velha.